# Warbah
Warbah (arabe : جزيرة الوربة) une île du Koweït située dans le golfe Persique, la plus proche de la côte d'Irak dont elle est distance de 1 km. Elle trouve également à 1,5 km au nord de l'île de Bubiyan. Sa longueur est de 15 km pour 5 km de largeur pour une superficie est de 37 km².
Cette île est disputée entre l'Irak et le Koweït. Le gouvernement irakien de Saddam Hussein accepte finalement en novembre 1994 la ligne de démarcation entre les deux pays proposée par l'ONU.
En décembre 2002, peu de temps avant le déclenchement de l'opération liberté irakienne, un navire irakien ouvre le feu sur deux patrouilleurs de garde-côtes koweïtiens près de l'île. Un Américain et deux Koweïtiens sont blessés dans l'attaque.